# Theba
Theba Risso, 1826 è un genere di molluschi gasteropodi della famiglia Helicidae. È l'unico genere della tribù Thebini.

## Tassonomia
Comprende le seguenti specie:
- Theba andalusica E. Gittenberger & Ripken, 1987
- Theba arinagae E. Gittenberger & Ripken, 1987
- Theba chudeaui (Germain, 1908)
- Theba clausoinflata (Mousson, 1857)
- Theba costillae Hutterer, 1990 †
- Theba geminata (Mousson, 1857)
- Theba grasseti (Mousson, 1872)
- Theba impugnata (Mousson, 1857)
- Theba lindneri Kittel, 2012
- Theba macandrewiana (L. Pfeiffer, 1853)
- Theba orzolae Gittenberger & Ripken, 1985 †
- Theba pisana (O.F. Müller, 1774)
- Theba subdentata (Férussac, 1821)